# Brasil nos Jogos Olímpicos de Verão de 2008
O Brasil nos Jogos Olímpicos de Verão de 2008 foi um dos duzentos e quatro países que participaram em Pequim, na China. O país estreou nos Jogos em 1920 e esta foi sua 20ª participação. A missão brasileira chefiada por Marcus Vinícius Freire foi a maior da história do país em Jogos Olímpicos. Foram 469 integrantes, sendo 277 atletas (132 mulheres e 145 homens), em 31 modalidades (também um recorde). As modalidades que não conseguiram ser classificadas para os Jogos foram badminton, beisebol, ciclismo BMX, ciclismo pista, ginástica trampolim, hóquei sobre grama, luta greco-romana, pólo aquático e softbol.
Na Cerimônia de Abertura o Brasil foi o 39ª país a desfilar , uma vez que em chinês, "Brasil" se escreve 巴西. A bandeira do país foi carregada pelo iatista Robert Scheidt, medalha de ouro nos Jogos Olímpicos de 2004.

## Medalhas
As primeiras medalhas conquistadas pelo país foram no judô. No terceiro dia de competições, as duas medalhas de bronze foram históricas, já que Ketleyn Quadros foi a primeira mulher a conquistar uma medalha olímpica em competições individuais femininas e Leandro Guilheiro foi o primeiro judoca a conquistar medalhas em duas Olimpíadas seguidas (em Atenas 2004 ele também trouxe o bronze). No dia seguinte, foi a vez de Tiago Camilo conquistar a terceira medalha para o judô, também de bronze. Essa foi a segunda medalha olímpica de Tiago (a outra foi uma prata em Sydney 2000). 

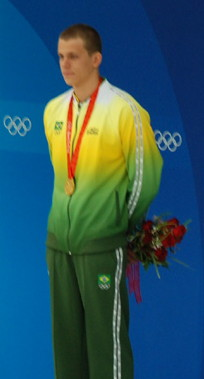
César Cielo

A primeira medalha brasileira fora do tatame veio no sexto dia de competições. César Cielo conquistou o bronze nos 100m livre da natação. Essa foi a primeira medalha olímpica individual do país na natação desde Atlanta 1996, com Fernando Scherer. A segunda medalha conquistada por César Cielo foi o ouro olímpico nos 50m nado livre, sendo a primeira medalha de ouro da natação do Brasil. Outro feito histórico foi a medalha de bronze de Fernanda Oliveira e Isabel Swan, na classe 470, a primeira da vela feminina brasileira.
A seleção feminina de futebol ficou com a medalha de prata, depois a derrota na prorrogação por 1 a 0, enquanto a seleção masculina perdeu a semifinal para a Argentina mas repetiu o bronze de Atlanta, vencendo a Bélgica por 3 a 0.

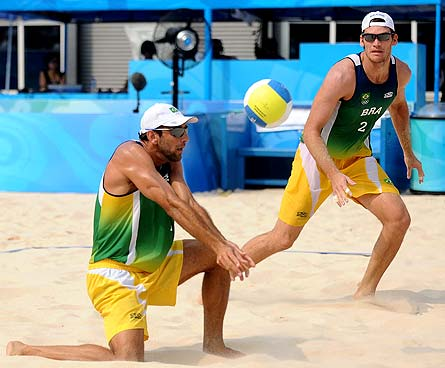
Márcio Araújo e Fábio Luiz

Em 22 de agosto de 2008, o Brasil conseguiu um feito inédito. Mesmo não tendo obtido a medalha de ouro no vôlei de praia, pela primeira vez na história dos Jogos Olímpicos duas duplas masculinas do mesmo país subiram ao pódio. Márcio e Fábio Luiz conquistaram a prata, ao serem derrotados pela dupla dos Estados Unidos Dalhausser e Rogers, enquanto Ricardo e Emanuel ficaram com o bronze ao derrotar os também brasileiros (naturalizados georgianos) Renato "Geor" Gomes e Jorge "Gia" Terceiro. Outro feito no mesmo dia foi a medalha de ouro para Maurren Maggi no salto em distância (único ouro individual feminino). Já no 1º salto ela atingiu a marca de 7,04m. A consagração de Maurren chegou oito anos após sair dos Jogos de Sydney machucada e cinco após a constatação do doping, a poucos dias do Pan de Santo Domingo.
Em 23 de agosto de 2008, a seleção de voleibol feminino venceu por 3 sets a 1 (25-15, 18-25, 25-13, 25-21) a seleção dos Estados Unidos e conquistou o ouro inédito, primeiro grande título do vôlei feminino fora do Grand Prix. Outra medalha inédita foi conquistada por Natália Falavigna, bronze no taekwondo, na categoria acima de 67kg. Falavigna tinha chegado ao quarto lugar em Atenas.
| “ | A cor da nossa medalha é amarela, sim. Mas é amarelo de ouro. | ” |

No dia 24 de agosto de 2008 a Seleção Masculina de Voleibol ficou com a medalha de prata após ter perdido para os Estados Unidos por três sets a um.
Duas medalhas foram atribuídas retroativamente após os Jogos: no revezamento 4x100 m feminino do dia 22, a equipe brasileira havia terminado em quarto lugar. Uma reavaliação do exame de Yulia Chermoshanskaya, parte do quarteto campeão da Rússia, constou doping, e a desclassificação levou à redistribuição das medalhas, subindo as brasileiras Rosemar Coelho Neto, Lucimar de Moura, Thaissa Presti e Rosângela Santos para o bronze em 2016. Também por conta do doping de Nesta Carter, a Jamaica foi desclassificada na prova masculina, e o time brasileiro formado por Vicente de Lima, Sandro Viana, Bruno de Barros e José Carlos Moreira que havia terminado no quarto posto foi igualmente elevado para a medalha de bronze em 2018.